# برنارد جيرارد
برنارد جيرارد (بالإنجليزية: Bernard Girard)‏ هو منتج أفلام وكاتب سيناريو أمريكي، ولد في 22 فبراير 1918 في لوس أنجلوس في الولايات المتحدة، وتوفي بنفس المكان في 30 ديسمبر 1997.

## وصلات خارجية
- برنارد جيرارد على موقع IMDb (الإنجليزية)
- برنارد جيرارد على موقع ألو سيني (الفرنسية)
- برنارد جيرارد على موقع أول موفي (الإنجليزية)
- برنارد جيرارد على موقع قاعدة بيانات الأفلام السويدية (السويدية)
- برنارد جيرارد على موقع كينوبويسك (الروسية)